# Dusolina Giannini

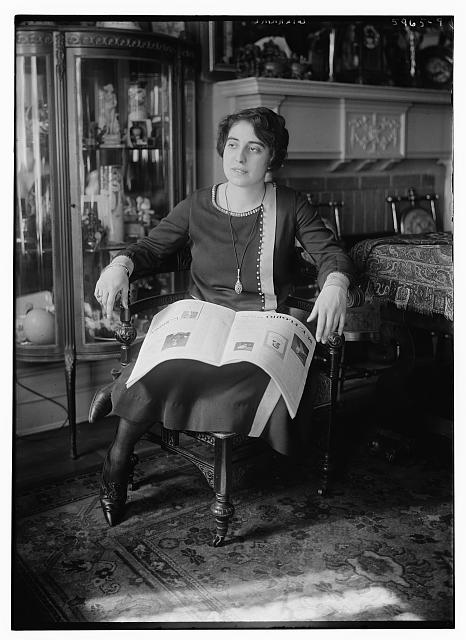
Dusolina Giannini.

Dusolina Giannini, född 19 december 1902, död 29 juni 1986, var en amerikansk-italiensk sångare.
Giannini var elev till fadern, tenorsångaren Francesco Giannini och Marcella Sembrich. Hon debuterade vid 12 års ålder på faderns teater i Philadelphia och 1928 på Covent Garden i London. Giannini konserterade 1931 i Stockholm. Hennes stämmas sällsynta skönhet och hennes fina konstnärliga känsla förskaffade henne stort anseende.